# Vogelsberg

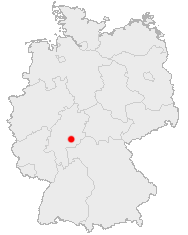
Lokalizacja Vogelsbergu

Vogelsberg – pasmo górskie w środkowych Niemczech (Hesja) w sąsiedztwie doliny rzeki Fulda. Stanowi część Średniogórza Niemieckiego. Wzniesienia w paśmie nie przekraczają 800 m n.p.m. (najwyższe: Taufstein 773 m). Największe miasta w pobliżu to Fulda i Gießen.